# ドクター・フーにおける年表
ドクター・フーにおける年表（ドクター・フーにおけるねんぴょう）では、テレビドラマ『ドクター・フー』のエピソードやコミックと小説、ゲームなどの架空の出来事を年表形式に掲載する。なお、『ドクター・フー』と同じ世界を舞台にしている『秘密情報部トーチウッド』などのスピンオフシリーズの出来事も掲載する。以下の年代表記は断りのない限り西暦である。

## 有史以前
宇宙創世
- マスターが再生直後の5代目ドクターらをビッグ・バンへ転送する[1]。
- 宇宙ステーションターミナスのエンジンが1つ爆発する。これがビッグ・バンとなり、宇宙が誕生する[2]。
- 当初ソリトラクトと呼ばれる宇宙の意思が存在したため宇宙の物理法則に綻びが生じていたが、ソリトラクトを別空間に隔離することで物理法則が正常に機能するようになる[3]。

地球誕生
- かつてタイムロードに滅ぼされたはずのラクノスの女王が生存。彼女の宇宙船に小惑星が集合して核となり、地球が形成される[4]。

生命誕生
- スカロスの宇宙船が爆発、地球の歴史にスカロスがちりばめられる。同時に爆発で生命が誕生[5]。

石炭紀
- 11代目ドクターが将来のカリバーン邸を撮影。メガネウラと思われるトンボが飛行し、植物が繁茂していた[6]。

1億4000万年前
- マスターがゼラフィン意識体を発掘して宇宙の破壊を計画[1]。

6500万年前
- 黄金時代作戦により、複数種の恐竜および翼竜が1974年へ飛ばされる。
- サイバーマンの宇宙船が爆発。アドリックが死亡し、恐竜を含め多くの生物が絶滅した白亜紀末の大量絶滅が起こる[1]。
- サイルリアンが月の衝突を回避すべく、この頃までに宇宙船で地球を脱出する、あるいは地下に大都市を築いて避難する[7][8]。マダム・ヴァストラはまだ活動しており、後にロンドンで暗躍するヒルを目にしていた[9]。

1200万年前
- タイムロードがフェンダールを処刑する[10]。

紀元前10万年
- 初代ドクターがライターをつけ、原始人に捕獲される[11]。

紀元前1万8023年
- クリノイドの種子が南極大陸に落下する[12]。

## 古代
紀元前31世紀
- 火星人である氷の戦士の最高司令官スカルダクが、地球の北極で冬眠を開始する[13]。

紀元前1334年
- ネフェルティティが11代目ドクターと協力して宇宙イナゴの撃退に成功する。彼女はそのままドクターに迫り、ターディスに乗り込む[8]。

紀元前12世紀
- 初代ドクターがアガメムノンとオデュッセウスにトロイ攻略の享受を依頼され、「トロイアの木馬」作戦を提案。

紀元前1016年
- タイムロードから再生の秘密を盗み出そうとしたターローなど囚人たちが強引に再生させられる[2]。

紀元前508年
- 暗黒時代の到来を唱える黒魔術を用いる集団が発足。

紀元前221年
- 1938年に着陸する目印を作るため、秦王朝の壺に11代目ドクターがリヴァーへの伝言を書く[14]。

27年
- キャプテン・ジャック・ハークネスがグレイと彼に脅迫されたキャプテン・ジョン・ハートにより生き埋めにされる。およそ2000年後にジャックの埋められた土地はカーディフの都市となる[15]。

62年

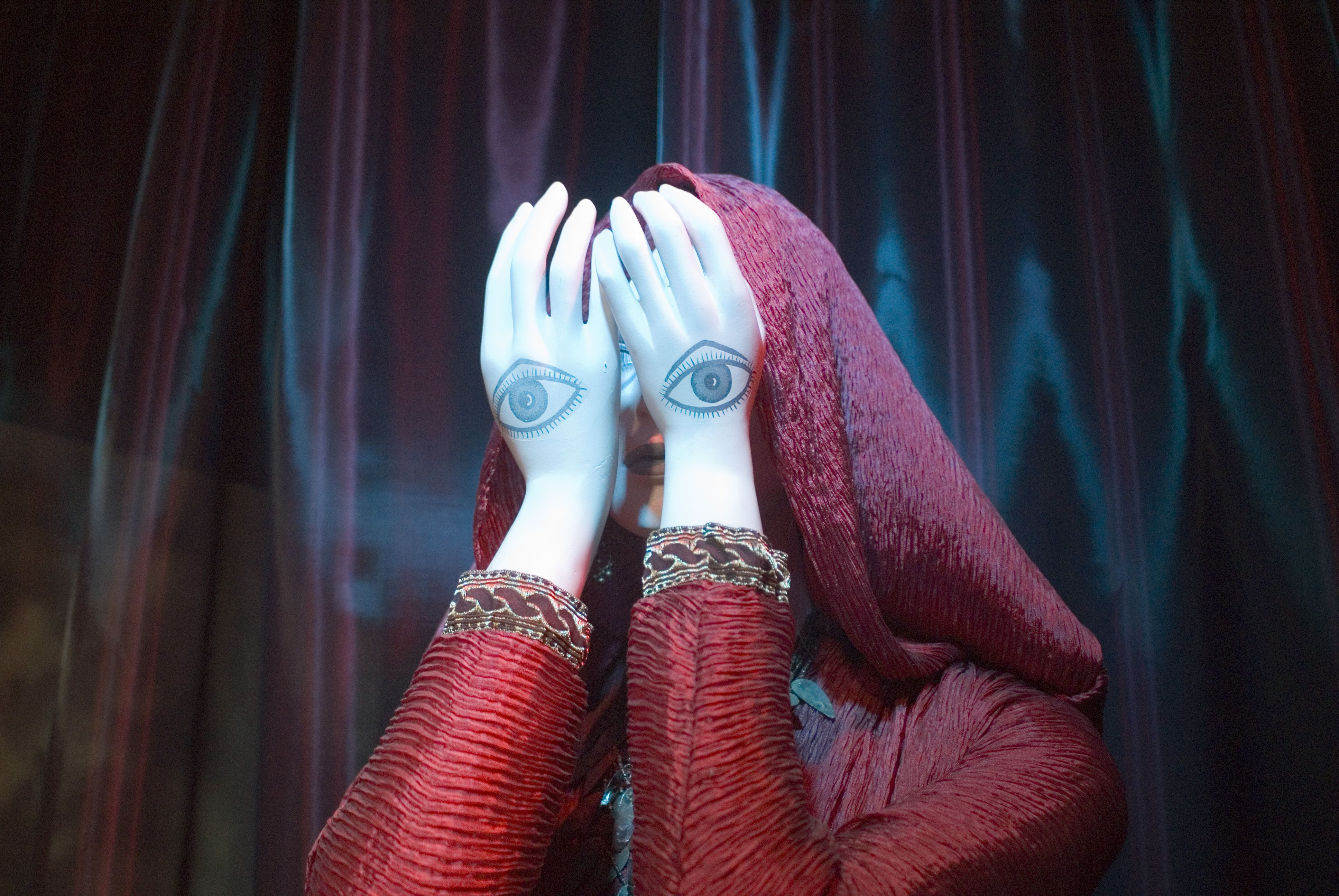
修道女

- ポンペイで地震が発生し、パイロヴァイルの船が復活する。同時に修道女が火山噴火の未来を予知する[16]。

64年
- 惑星ディドから脱出したイアンとバーバラが奴隷として売買される。初代ドクターとヴィッキーがネロの城に乗り込む[17]。

79年
- パイロヴァイルが地球を炎の惑星に改造しようと画策する。それを防ぐべく10代目ドクターがヴェスヴィオを噴火させ、ポンペイごとパイロヴァイルを滅亡させる。このときドナ・ノーブルの願いを聞き入れ、カエキリアス家の人々を救出する[16]。

80年
- カエキリアス家の人々が新しい生活を送る。噴火から命を救った10代目ドクターとドナに感謝の意を示し、神として崇拝する[16]。

102年

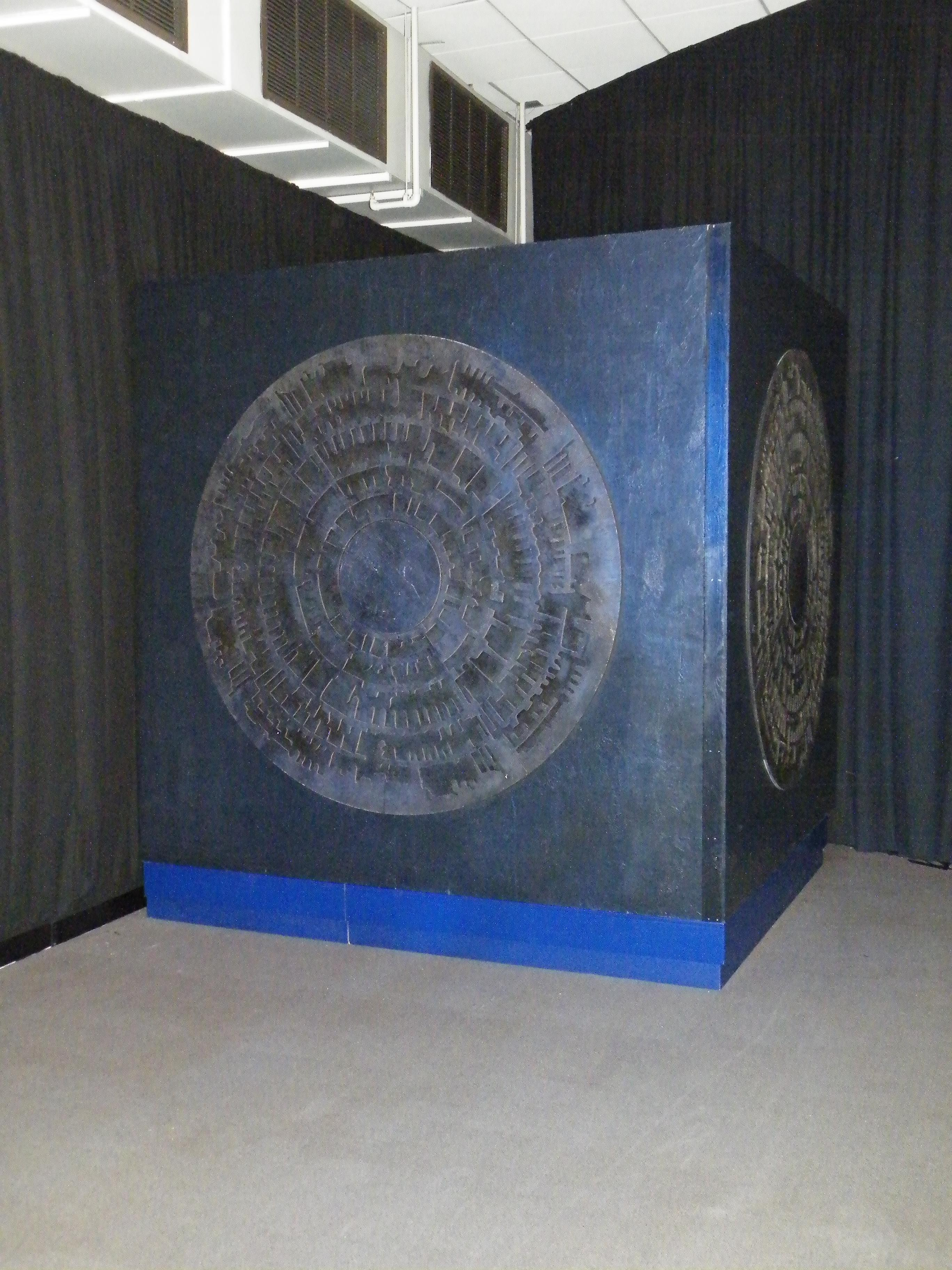
パンドリカ

- パンドリカが開く。ストーンヘンジから全時空に連絡が届き、ダーレクやサイバーマンをはじめあらゆる種族がストーンヘンジ周辺に集結する。彼らが11代目ドクターをパンドリカに封印した際にターディスが爆発し、地球と月を除く全ての天体が消滅する[18]。

2世紀
- 第9軍団ヒスパナが光を食う怪物に襲われて壊滅する。その生き残りと原住民が12代目ドクターの下で協力して怪物を退け、彼らのいる異次元の世界へ繋がる門を封印する[19]。

## 中世
565年
- ネッシーが世界で初めて目撃される。遅くともこのころザイゴンが活動を開始[12]。

9世紀
- 少女アシルダがヴァイキングとマイア族の戦いに巻き込まれて死亡する。12代目ドクターはマイアの技術を使ってアシルダを蘇生させるが、永久に作動する装置の仕組みによりアシルダは不死身となる[20]。
- 地上に降り立った偵察用のダーレクが地球人と戦い、夥しい犠牲を人間側に出した末に倒される。中身は三分割され、2つはシベリアとアヌタ島に封印されたが、残る1つは運び手が賊に討たれたためシェフィールドに放置される[21]。

1066年
- メドリング・モンクがハロルド王に未来の武器を与え、ヘースティングスの戦いの結果を改変しようと計画[17]。

1190年
- 12代目ドクターがロビン・フッドと出会う。彼が架空の人物のはずであるため当初は訝しんでいたが、地球外の技術を用いるノッティンガムの代官を倒すため共闘する[22]。

12世紀
- エミール・エル・アキールがバーバラを拉致。ドクターらは十字軍の陰謀に巻き込まれる[17]。
- 黄金時代作戦の副作用として、男性が1974年に飛ばされる。リチャード1世と十字軍について言及する[23]。

1207年
- 11代目ドクターがカンブリアで2013年のクララ・オズワルドから電話を受ける[24]。

1215年
- フィッツウィリアム卿の城にて、イングランド王にカメリオンが化けていると発覚する[2]。

1289年
- 初代ドクターらヒマラヤ山脈で遭難。マルコ・ポーロが彼らを救出し、ターディスの強奪を計画する[11]。

1336年
- 9代目ドクター、ローズ、ジャックが京都見物。脱出に成功したとき、ターディスごと突如強力なトランスマットビームに包まれ、西暦20万100年の宇宙ステーションへ転送される[25]。

1430年
- 初代ドクターらがアステカ人に捕らえられる。それぞれ結婚、決闘などの危機に晒される[11]。

15世紀
- マンドラゴラが召使の黒魔術集団を使いイタリアの思想家を殺戮する。暗黒時代の到来を狙う[26]。
- フェデリコ伯爵が甥ジュリアーノから王位を剥奪し権力復活を目論む。4代目ドクターが計画阻止のため奔走[26]。

## 16世紀
1540年
- スコットランドの修道院付近に宇宙船が墜落。乗っていた地球外生物は死滅したが、たった1つ生き延びた細胞が地元の少年に寄生し、宿主を変えながら狼男として数百年を生きる[27]。

1562年
- 10代目ドクターがザイゴンの侵略から地球を守るべく調査していたところ、11代目ドクターとウォードクターに遭遇し、これにエリザベス1世とクララ・オズワルドを交えてザイゴンに立ち向かう。なお、この時エリザベス1世と10代目ドクターが結婚する[28]。

1572年
- カトリーヌ・ド・メディチがサン・バルテルミの虐殺を執行。スティーヴンが阻止に動く[29]。

1580年
- ヴェネツィアで吸血鬼が女学校を経営し、入学した少女を同族へ変え、運河に潜む同族の雄と交配して種族の再興を図る。11代目ドクターらにより惑星サタナインからやってきた地球外生物であることが露見する[30]。

1596年
- ウィリアム・シェイクスピアが黒死病で11歳の息子を失う。物語を描くことで悲しみを表現したところ、呪文により闇の世界を復活させようとするキャリオナイトの陰謀が加速する[31]。

1598年
- 闇の世界の復活をより確実なものとするため、キャリオナイトがグローブ座を設計する[31]。

1599年
- 10代目ドクターとマーサがキャリオナイトの陰謀に気づく。シェイクスピアと協力して劇の台本を書き換え、闇の世界の復活を阻む[31]。

### 年代不明
- エイミーが誤ってヘンリー8世と婚約する[32]。

## 17世紀
1607年
- テムズ川で第1回フロスト・フェアーが開催される。少なくともこの頃にはテムズ川の底に巨大生物が潜んでいたことになる[33]。

1612年
- 13代目ドクターが魔女狩りを止めようとするが、逆に魔女の疑いをかけられ処刑を受ける。地下に地球外生命体が潜んでおり、魔女裁判はその生命体に干渉されていることが発覚する[34]。

1635年
- ドクター、チベット山中の僧院で友人のチベット僧から神聖な宝物であるガンダを託され、守るよう頼まれる[35]。

1638年
- ドクターが像ネメシスを誰の手にも渡さないよう、地球の周回軌道に乗せる[36]。

1651年
- この頃にはアシルダがミイに名前を変え、怪盗ナイトメアとして暗躍する。12代目ドクターと偶然の再開を果たし、時空の扉を開いて侵攻する軍隊に立ち向かう[37]。

1666年
- テリレプティルが疫病を持ったネズミを集め、地球人の全滅を計画する。黒死病が猛威を振るう[1]。

1699年
- 11代目ドクターらが海賊船に乗り込み、彼らに追い詰められる中でセイレーンに遭遇する。セイレーンに怯える海賊と協力して立ち向かうが、セイレーンの正体が地球外の医療用ホログラムであることを悟る[38]。

### 年代不明
- ジョセフ・ロングウッドが宝の在処を示す暗号を初代ドクターに伝える。パイク船長がドクターを狙う[39]。
- エターナルが海賊船を未来へ飛ばす[2]。

## 18世紀
1727年
- まだ幼少のレネット・ポワソンが暖炉越しに10代目ドクターと対面する。その数ヶ月後にドクターが暖炉を越えて寝室に入り、ベッドの下に潜んでいた修理ドロイドと対決する[40]。

1730年
- イギリスの初代首相ロバート・ウォルポールが首相官邸に住み始める[41]。

1745年
- 成人してポンパドゥール夫人となったレネットが修理ドロイドと再び遭遇する。救助にやって来た10代目ドクターが彼女の記憶を探る際、彼女が逆にドクターの記憶に入り込む[40]。

1746年
- ジャコバイトの反乱が勃発。2代目ドクターらが巻き込まれる[42]。

1753年
- ローズ・タイラーがポンパドゥール夫人と単独で対面し、5年後に起こる修理ドロイドの襲撃を彼女に警告する。自分の生涯が未来から覗かれていると知ったレネットは未来に興味を抱いて51世紀の宇宙船へ足を運ぶ[40]。

1758年

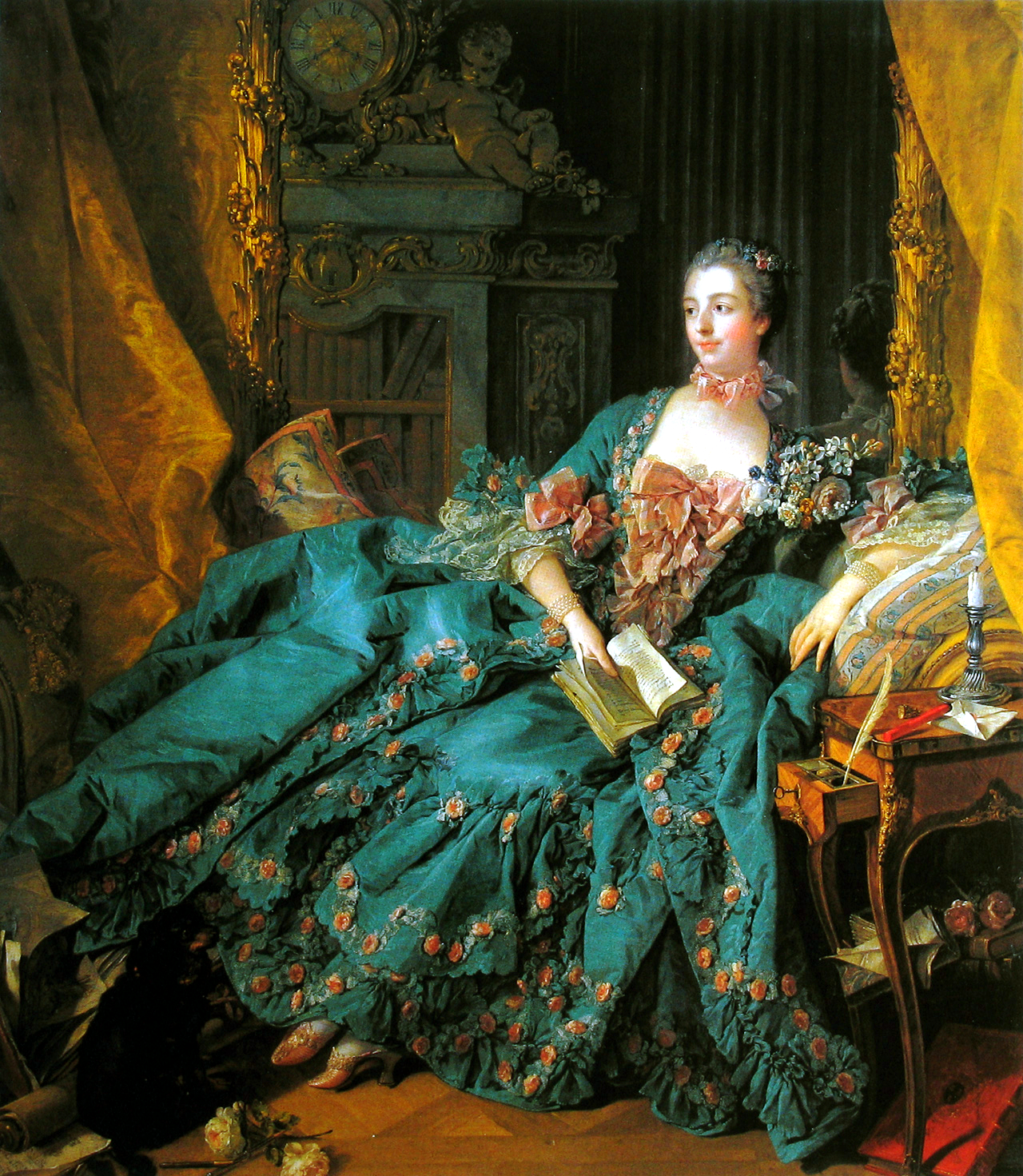
1756年のポンパドゥール夫人の肖像画

- 修理ドロイドが時間の窓を通ってベルサイユ宮殿へ侵入する。37歳となり完成したポンパドゥール夫人の脳を狙うが、時間の窓を破壊して侵入した10代目ドクターに阻まれる。その代わりドクターも51世紀の宇宙船へ戻れなくなるが、レネットが実家から暖炉を移していたことで奇跡的に51世紀へ生還する[40]。

1764年
- ポンパドゥール夫人、肺充血により死亡。10代目ドクターは急いで駆けつけたが間に合わず、ルイ15世から彼女の遺書を受け取る[40]。

1773年
- ボストン茶会事件をドクターが見物する[43]。

1775年
- アメリカ独立戦争が勃発、イギリスの植民地支配の体制が崩れる。ラニが戦争参加者の脳から化学物質を抽出。

1770年代
- アメリカ独立戦争の兵士らがエイリアンに拉致される[44]。

1794年
- スーザン、イアン、バーバラが拘束され、ギロチン刑を言い渡される[11]。

1796年
- ロンドンの首相官邸に閣議室が出来上がって閣議が開かれるようになる。防衛のため分厚い壁で囲まれる[41]。

## 19世紀
1810年代
- ラニとマスターが協力、ラッダイト運動に参加する労働者の脳から化学成分を抽出し、破壊運動を激化させる[45]。

1814年
- テムズ川のフロスト・フェアーにて、11代目ドクターがリヴァー・ソングとスケートを嗜み、彼女にスティーヴィー・ワンダーの歌をプレゼントする[46]。その後、同年に12代目ドクターとビルがフロスト・フェアーを訪れ、当時の権力者サトクリフ卿が氷の下の魚類のような巨大生物を悪用していることを知る[33]。

1830年
- 王立地理学会設立。ドクターも設立メンバーの一員であり、学会誕生に立ち会う。

1832年
- マックス・カプリコーンがマックス・カプリコーン・クルーズ社を設立。

1834年
- 13代目ドクターがエイダ・ラブレスの精神世界からこの時代に辿り着く。エイダがカサーヴィンの存在を知覚していることなどから、2020年の地球を侵略しているカサーヴィンとマスターがコンピュータの歴史に干渉していると気付く[47]。

1850年代
- クリミア戦争の兵士がエイリアンに拉致される[44]。

1851年
- 2007年にボイド空間に吸い込まれたサイバーマンが脱出を果たし、ハーティガン嬢をアップグレードしてコックピットに接続したサイバーキングを作り上げる。10代目ドクターは未来の自分と思われる「ドクター」と名乗る男と遭遇し、彼と共にサイバーマンの陰謀を止める[48]。

1860年代
- 南北戦争の参戦する兵士がエイリアンに拉致される[44]。

1866年
- 科学者エドワード、ダーレクに娘を人質にとられて脅迫を受け、2代目ドクターとジェイミーをこの時代に送り込む[42]。

1869年
- カーディフで幽霊騒動が起こる。講演を邪魔されたチャールズ・ディケンズと9代目ドクターらが調査に乗り出し、人間の死体をタイム・ウォーで肉体を失ったゲルスが利用していたことを知り、彼らを救おうとする。しかし実際に彼らが計画していたのは地球の征服であり、人類を守るために少女グイネスがガス爆発を起こして死亡する。ゲルスは時空間の裂け目を開いてカーディフに到来していたが、この裂け目はグイネスにより閉じられた[43][49]。
- ジャック・ハークネスが2001世紀から21世紀へ移動しようとしたが失敗し、この時代に漂着する[50]。

1870年
- チャールズ・ディケンズがドクターとターディスの物語を執筆する中、脳卒中により6月9日に死去。作品は未完のままだった[43][49]。
- ガンマンが自らを兵器化したカーラー族のジェックスを探し求め、ネバダ州のマーシーと呼ばれる町に到達。ジェックスを差し出さなければ街を滅ぼすと宣言し、保安官に就任した11代目ドクターと戦う。ジェックスは戦いの中で自爆し、目的を失ったガンマンは街の番人を担う[51]。

1879年
- 狼男を崇拝する教団がヴィクトリア女王をトーチウッド館に宿泊させ、そこで彼女の暗殺を決行する。満月の光により狼男の本能が解き放たれ、彼女や10代目ドクターらを襲撃する。事態が収束した後、ヴィクトリア女王はドクターとローズをイギリスから追放し、エイリアンの脅威からイギリスを防衛する組織トーチウッドを設立する[27]。

1881年
- 初代ドクターらがワイアット・アープと手を組み、クラントン兄弟と彼らに雇われたジョニー・リンゴに対抗[29]。
- 火星に降り立った12代目ドクターとビルが、地下で共に生活する大英帝国軍と氷の戦士に遭遇する。氷の戦士の行動目的が女王と種族の復活であることが判明し、さらに大英帝国軍もキャッチラブ大尉による大佐への反逆を受けて混乱に陥る[52]。

1883年
- ジョシア・スミスがヴィクトリア女王の暗殺とイギリス王室の乗っ取りを計画する[53]。
- インドネシアのクラカタウが大噴火を起こす。9代目ドクターがインドネシアを訪れる[54]。

1886年
- カントリー・ハウスの主がインドでマラリアに感染、完治するまである一室に隔離[55]。

1888年
- マダム・ヴァストラが切り裂きジャックを殺害して捕食し、事件を終息させる。同時に11代目ドクターから要請を受けてジェニーとデーモンズ・ランへ赴く[46]。デーモンズ・ランの戦いから帰還したソンターラン族のストラックスは2人と共同生活を始める[56]。

1890年
- フィンセント・ファン・ゴッホの絵に異変を察知した11代目ドクターとエイミー・ポンドが彼の時代に赴く。不可視の地球外生物クラフェイスに襲われていることを知り、彼と共に立ち向かう[57]。ゴッホは後に西暦102年のストーンヘンジが発したメッセージを受け取り、ターディスが爆発する絵を描いて発狂する[18]。
- エイミーとローリーの結婚記念日を祝うため11代目ドクターたちがサボイホテルへ向かうが、ザイゴンにホテルが占領されていたことが判明する[32]。

1892年
- ジャックがエリス島で心臓を撃ち抜かれて死亡するが、その後蘇生し、自身が不死身になっていることに気付く[50]。
- グレート・インテリジェンスが雪を媒体として世界征服を目論む。11代目ドクターはクララと出会い、彼女とともにグレート・インテリジェンスとその手先シメオン博士の陰謀に立ち向かう。グレート・インテリジェンスの雪がクララの涙で全て融解した後、ドクターは彼女がダーレク収容所で死んだはずのオズウィン・オズワルドであると気づく[58]。

1893年
- ヨークシャーでギリフラワー婦人が中生代のヒルをミサイルで打ち上げて全世界へ拡散しようとする。11代目ドクターは囚われの身となっていたがヴァストラたちに救出される[9]。
- 連続殺人鬼クラレンスがドクターの墓と秘密について言及し、それを受けてヴァストラがドリーム会議を開き、リヴァー・ソングとクララ・オズワルドを招集する。会議の最中にグレート・インテリジェンスがジェニーを殺害し、ヴァストラとストラックスをトレンザロアに拉致する。クララとリヴァーはドリーム会議を脱出する[59]。

1894年
- テムズ川に巨大化したティラノサウルスが出現し、ターディスを吐き出す。ターディスから出てきたクララと12代目ドクターは人間に偽装した修理ドロイドによる連続殺人事件の調査に乗り出し、犯人とドクターが対決する[60]。

1899年
- ジャック・ハークネスがドクターの名前を出し聞き込みをしていたところ、占い師の少女から21世紀にドクターと再会できるという予言を受ける。同時期にトーチウッドに捕まって不死性が確認され、トーチウッド職員として雇用される[61]。

### 年代不明
- 女性の連続失踪事件や中国人集団の暗躍などの事件が起こる[26]。
- ボラドが時空トンネルタイムラッシュを独占。6代目ドクターがHGウェルズと手を組み対抗する[45]。

## 20世紀前半
1901年
- 西暦27年に生き埋めにされたジャックが当時のトーチウッドメンバーに救出され、2008年に戻るために107年間のコールドスリープに入る[15]。

1902年
- 11代目ドクターが2367年の宇宙船に乗り込むため、アフリカの猛獣ハンターリデルに協力を依頼する。宇宙船から帰還した後、リデルはこの時代でネフェルティティと共同生活を送る[8]。

1903年

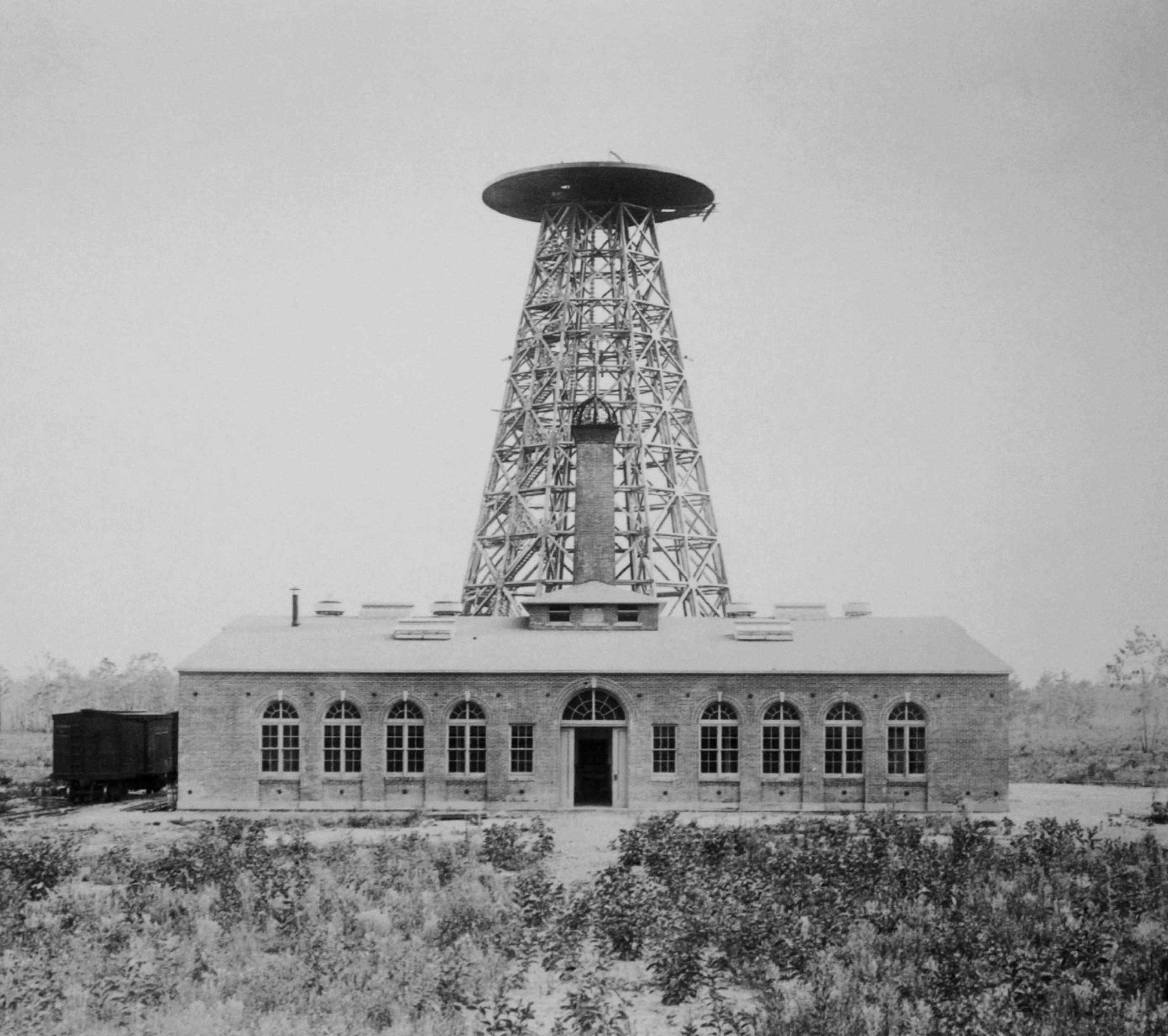
スキスラとの戦いの拠点になったウォーデンクリフ・タワー

- ニコラ・テスラとトーマス・エジソンに13代目ドクターらが出会う。他種族に対する略奪と虐殺を行って過ごす種族スキスラがテスラを技術者として認め、彼を要求する[62]。

1911年
- 科学者マーカスがスーテクに憑りつかれ、化身となる[12]。

1912年
- 9代目ドクターがタイタニックに乗るはずだった一家と写真撮影をする。一家は出航に遅れ、氷山の衝突を回避した[54]。

1913年
- ファミリーが永遠の命を手に入れるためタイムロードである10代目ドクターを捜索し、地球に到達して田舎町を蹂躙する。10代目ドクターはカメレオン・アーチを用いて肉体的・精神的にタイムロードであることを捨てて人間ジョン・スミスとして生活していたが、ファミリーにカメレオン・アーチを奪われる前にタイムロードに戻り、彼らを撃破する[63][64]。

1914年
- 第一次世界大戦開戦。クリスマス休戦の日、イギリス陸軍大尉がドイツ軍人と正面から互いに撃ち合う寸前に時間停止現象が起こり、大尉がテスティモニーと遭遇する[65]。

第一次大戦中
- ジョン・スミスの教え子であったティム・ラティマーがカメレオン・アーチを通して未来を知り、フランスの戦場でドイツ軍の攻撃を躱して生還する[64]。

1918年
- 病院で未来に繋がるタイムシフト現象が発生する。2008年から1918年に飛んでタイムシフト現象を止めるべく、1918年のトーマス・ブロックレスがトーチウッドの管理下で冷凍保存される[66]。

1920年
- サリーの友人キャシーが嘆きの天使によりこの時代に飛ばされ、そこで出会ったベンと第二の人生を送る[67]。

1925年
- クランリー邸にて仮面舞踏会が開催さ、2人の召使が殺害される。5代目ドクターが犯人と間違えられる[1]。

1926年
- 貨物船SSバーニス号がインド洋を航海中タイムループにはまる。中生代のプレシオサウルスが出現する[68]。
- アガサ・クリスティが10代目ドクターらとともに、パーティーでゲストを殺害した犯人を突き止めようと捜査に乗り出す。真犯人は蜂型のエイリアンと人間のハイブリッドであり、テレパシー装置の影響を受けてアガサ・クリスティを襲撃する[55]。

1927年
- アンジェロ・コラサントとジャック・ハークネスがエリス島で出会って恋仲になる。2人はフランクリン・ルーズベルトに地球外生物を寄生させて第二次世界大戦の結果を改変しようとするトリックスターの陰謀を阻むが、その場に駆け付けた警官にアンジェロは逮捕され、ジャックは射殺される[69]。

1928年
- 出所したアンジェロとジャックが再会する。アンジェロは蘇ったジャックを悪魔と罵って刺殺した上に肉屋に売り渡し、ジャックは見世物として毎日切り刻まれることになる。後悔したアンジェロはジャックを肉屋から救出するが、彼に拒絶される。またこの時に三家族がジャックの血液を手に入れ、2011年に「奇跡の日」をもたらすことになる[69]。

1929年
- 2007年のカナリー・ワーフから逃亡したダーレク四人衆が、ダーレクと人間のDNAを混合させたダーレク・ヒューマンの創造を画策する。ブタと人間のハイブリッドを生み出して奴隷として働かせ、さらにニューヨークのスラム街に暮らす貧困者を使役してエンパイア・ステート・ビルディングの建設を開始する[70][71]。

1930年
- ダーレク・セクが人間を吸収し、ダーレクの中身に似た頭部を持つヒューマノイドへ変貌する[70]。人間の要素を取り込んだ彼は10代目ドクターに協力を打診するが、それを拒絶した他のダーレクによる反乱を受け、さらに完成したダーレク・ヒューマンがニューヨークへ解き放たれる[71]。

1935年
- 雪男がイギリス人科学者を殺害。2代目ドクターが生き残った科学者から犯人扱いされる[35]。

1938年
- 歴史上の犯罪者を捌くテッセレクタがアドルフ・ヒトラーを暗殺しようとするが、事故で乱入したターディスにより失敗に終わる。ターディスから降りたリヴァー・ソングがヒトラー以上の犯罪者に指定されていることから、テッセレクタは彼女の暗殺を決行する[72][73]。
- 11代目ドクターが地球を攻撃しようとした宇宙船の爆発で吹き飛ばされ、ロンドンへ墜落する。落ちた先でマッジ・アーウェルと出会い、ターディスまで案内してもらう[72][74]。
- 嘆きの天使がマンハッタン島を占領していることが判明する。天使に襲われてこの時代へ飛ばされたローリー・ウィリアムズはタイムパラドックスを起こして天使の消滅とこの時代からの脱出を試みる[14]。

1941年

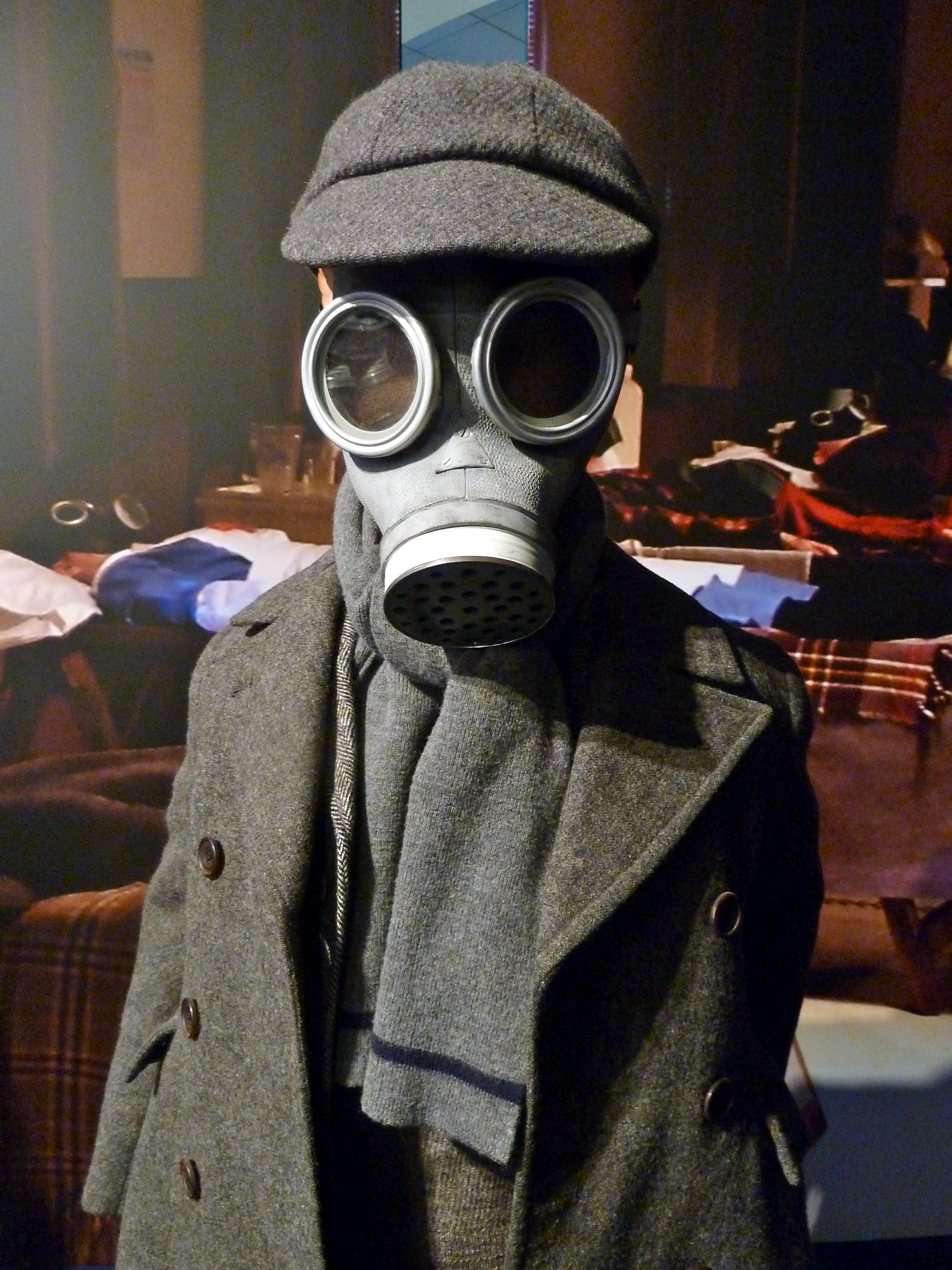
ガスマスク

- 2008年から裂け目を通ってこの時代に迷い込んだジャック・ハークネスとトシコ・サトウが、本物のジャック・ハークネス大尉と対面する。翌日彼は戦死し、51世紀からやって来たタイムエージェントがその名前を借りてジャック・ハークネスと名乗るようになる[75]。タイムエージェントのジャックは医療運搬船を墜落させて9代目ドクターとローズに取引を持ち掛けるが、その医療運搬船から漏れ出した医療ロボットナノジーンにより、ガスマスクのゾンビがロンドンに蔓延する[49][76][77]。
- イギリス軍の兵器としてダーレクが開発され、アイアンサイドと命名されて軍に使役される。実際にはダーレクはニューパラダイムダーレクの復活を計画しており、ドクターの言質を取って彼らを蘇らせ、新生ダーレクを宇宙に出現させる[78]。戦闘でダーレクから地球を辛うじて守ったイギリス軍はその後ゴッホが描いたターディスの絵画をフランスの民家から回収し、ウィンストン・チャーチルがリヴァーにそれを伝えた[18]。
- 11代目ドクターがマッジの息子と娘にクリスマスプレゼントを用意するが、そのプレゼントに入っていたワームホールを抜けて息子シリルが雪の惑星へ向かう[72][74]。

1943年
- 13代目ドクターとエイダ・ラブレスがパリでイギリスの女性スパイであるヌーア・イナヤット・カーン（英語版）と出会う。ドクターの到来を察知してナチスの将校として潜伏したマスターがドクターと対峙し、ヌーアの偽の密告により二重スパイとしてナチスに拘束される。以降、2020年までマスターはタイムトラベルを封じられたまま地球で過ごす[47]。

1947年
- 不治の病に侵されていたイライザが息子により虫型生物ドリアスを渡され、その生物の能力で病が癒えるが、その代償として木のような姿に変貌する[79]。
- パンジャブ州でヤズミン・カーンの祖母ナニの結婚式が開かれる。その前日がインド・パキスタン分離独立の日であり、ナニの夫は騒動に巻き込まれて射殺される[80]。

### 年代不明
- ルータンがファング・ロックの灯台で作業員たちを殺害する[10]。
- ゾンビに似た怪物が海から出現する[53]。
- 第一次世界大戦、日露戦争などの兵士がエイリアンに拉致される[44]。

## 20世紀後半
1953年
- ワイヤがマグパイテレビ店のテレビに侵入し、マグパイを手駒にする。テレビを格安で売り捌き、エリザベス2世の戴冠式の電波を利用してテレビ視聴者の脳の信号を奪い取ろうとする[81]。
- 12月18日に小型飛行機が失踪する。乗客3人は2007年にタイムスリップし、新しい時代とのギャップに戸惑うことになる[82]。

1955年
- クラスコがローザ・パークス事件から人種差別解放運動の歴史を変えようと未来から来訪。13代目ドクターと対立し、歴史改変を巡る戦いを繰り広げた末、ライアン・シンクレアにより過去へ飛ばされる[83]。

1962年
- タイム・ウォーの時代から零れ落ちた1体のダーレクがアセンション島に墜落する[84]。

1963年
- イアンとバーバラがスーザンを追ってターディスに乗り込む[11]。
- 2派に分裂したダーレクが時間の廊下を通ってイギリスに到達。7代目ドクターは一網打尽にしようとする[36]。
- 9代目ドクターがケネディの暗殺に立ち会う[54]。

1964年
- 強力な殺虫剤により世界中の虫が死滅する。ターディスの誤作動により初代ドクターらがミニチュア化する[17]。

1966年
- 新型コンピュータヴォータンが疑似インターネットを作り全人類の奴隷化を進める[29]。
- カメレオンが地球乗っ取りを計画、ガトウィック空港にて人間を拉致し失踪者に成りすます[42]。さらにカメレオンとの戦闘中に何者かがターディスが盗む。2代目ドクターらが1866年へタイムスリップさせられる[42]。

1968年
- 知性を持つ海藻が浮上し、地球の乗っ取りを開始していたと判明する[35]。

1969年
- 田舎に墜落した隕石群を利用してネスティーン意識体が地球侵略を開始[85]。
- 10代目ドクターとマーサ・ジョーンズが嘆きの天使に襲われてこの時代へ飛ばされる。遅れて2008年の警官ビリーもこの時代へ飛ばされ、10代目ドクターからサリー・スパロウへの伝言を頼まれ、この時代で生きていくことを決意する[67]。
- カントン・デラウェア3世の情報を求め、11代目ドクターらがホワイトハウスに潜入。リチャード・ニクソン宛の謎の電話の発信源を辿ったところ、古くから人類がサイレンスに支配されていたことに気付く[86]。アポロ計画を利用してサイレンスの支配体制を崩壊させる[87]。

1970年
- 原子炉の稼働によりサイルリアンが復活。過激派がウイルスを撒き散らし、人類撲滅を開始[85]。
- 火星探査機7号が音信不通となり、調査のために宇宙カプセルが打ち上げられる[85]。
- プロジェクト・インフェルノ始動。地下ガスが地球環境を破壊し、緑色の液体が人類を退化させると判明[85]。

1971年
- 初代マスターがネスティーン意識体と手を組みオウトン軍の生産を開始[88]。
- 初代マスターが犯罪衝動を抜き出すケラー・マシンを開発。平和会議にミサイルを撃ち込み核戦争勃発を狙う[88]。
- 金色のエイリアンであるアクソスが地球に飛来しアクソナイトを人類にもたらすが、マスターとの関係が発覚[88]。
- デビルズ・エンドに封印されていたアザルを利用し、初代マスターが地球の支配を計画[88]。

1972年
- 22世紀のゲリラが世界大戦勃発を阻止しようと行動[89]。
- 初代マスターがイングランドの刑務所から脱獄。先住民族のシーデビルと手を組み、全人類の絶滅を計画[89]。
- 時間の隙間を通し物質を転移する装置が開発される。初代マスターがクロノスのクリスタルを手にする[89]。

1973年
- グローバル・ケミカル社の廃坑で数千匹の巨大な蛆虫の生息が発覚する[68]。
- ソンターランが宇宙船を修理するため中世からタイムスリップし、高名な科学者達を拉致する。サラジェーン・スミスが拉致事件を調査する[23]。

1974年
- 黄金時代作戦により時間が巻き戻る。副作用で恐竜が復活する[23]。
- チベット僧の手引きによりメテベリス3で突然変異した蜘蛛が地球に到達、マインドコントロールで人を操る[23]。
- 科学的社会改革集団が核兵器をコントロールする暗号を手に入れようとし、ロボットを開発[90]。
- ガリバーン邸の幽霊の正体がポケット宇宙に閉じ込められた未来人であると判明する。11代目ドクターが、じきに消滅するポケット宇宙から彼女と怪物を救出する[6]。

1975年
- 大知性体がドクターの知性を奪うべく、ロンドンで雪男を暴走させる[35]。
- ザイゴン、ネッシーを地球侵攻作戦の道具として利用する。4代目ドクターらとUNITが立ち向かう[12]。
- エイリアンのクラールが地球侵略の予行演習を行う[12]。

1976年
- 南極大陸からクリノイドの種子が取り出されて復活し、地球植物を操作して地球侵略を目論む[12]。
- エルドラド、原子炉で肉体を復活させる。4代目ドクターに自分を故郷カストリアへ連れて行くよう要求[26]。

1977年
- フェンダールが復活、人類を異生物に変換し支配する[10]。

1978年
- 「時間の鍵」の3つ目の破片を求め4代目ドクターらが到着。異教徒集団ドルイドがロマーナの命を狙う[91]。

1979年
- 4代目ドクターと2代目ロマーナがパリで休暇中、誰かが時間を操作していることに気付く[5]。

1980年
- 科学者スカグラ、シャダに投獄されているシャリアヴィンの頭脳を利用し自分の脳を極限まで高めようとする[5]。

1981年
- ティーガンがマスターの陰謀に巻き込まれターディスに乗り込む[92]。

1982年
- モナークが地球に接近。地球人を絶滅させて自分の星の住民を地球へと移住させ、植民地化しようとする[1]。
- ヒースロー空港を出発したコンコルドが消息不明になる。5代目ドクターらが調査中、白亜紀へタイムスリップする[1]。

1983年
- ターローがドクター殺害を命令される。5代目ドクターはターローたち囚人を助けようとする[2]。
- エースがカブリエル・チェイス邸を訪れて凶悪な気配を感じ、館を焼き払う[53]。
- 北極海を進行中のソ連の潜水艦にて、北極で回収された氷の戦士スカルダクが復活。人間の態度を宣戦布告と受け取って対立し、核ミサイルの発射により地球人を一掃しようとする[13]。

1984年
- 戦争や死によって高まった人間の感情をエネルギー源とするメイラスが、ハッチンソン卿を操り復活を目論む[93]。

1985年
- ハレー彗星の衝突により惑星モンダスが破壊されるため、サイバーマンが軌道を地球に反らせ地球破壊を計画する[45]。

1986年
- サイバーマンが惑星モンダスを地球に接近させ宇宙ステーションに侵入、全人類のアップグレードを計画する[39]。

1987年
- ローズ・タイラーが交通事故で死ぬはずだった父ピート・タイラーを救ったため、タイムパラドックスが発生する。時間の流れを消毒するためにリーパーが出現し、この世の全てを消滅させようとする[49][94]。

1988年
- ネメシスを巡ってネオナチ、サイバーマン、魔術使いパンフォートが争う。7代目ドクター、ネメシスを保護[36]。

1989年
- 平行世界からモルガン率いるアーサー王の部隊が侵入し、UNITが攻撃を受ける[53]。
- ロンドン郊外の村ペリベールで失踪事件が多発、異星へ転送されたと判明。

1991年
- 首相官邸閣議室の壁全面に分厚い鋼鉄が張り巡らされる[41]。

1996年
- 11代目ドクターのターディスがアメリア・ポンドの家の庭に墜落し、ドクターがアメリアと出会う。アメリアが壁のひび割れの調査を依頼し、ドクターがひび割れを時空間の裂け目と断定した際、プリズナーゼロが裂け目を通ってアメリアの邸宅に潜伏する。今後何年もの時間をかけてアメリアの脳とリンクする[95]。

1999年
- 7代目ドクターが医療ミスで8代目ドクターへ再生。4代目マスターが地球の分子構造を破壊する[96]。

2000年
- 21世紀の未来を見たトーチウッド3のリーダーであるアレックスが、ジャックを除くトーチウッドメンバーを全員殺害した末に自殺する。ジャックがトーチウッド3のリーダーに就任する[61]。

### 年代不明
- 大企業経営者トバイアス・ヴォーン、サイバーマンとともに世界の頂点に君臨しようとする[44]。
- ロシア軍がイギリスの協会地下にヴァイキングのルーン文字を発見する。同時に謎のゾンビが大量に海から出現する。

## 21世紀
2003年
- 当時国防省に勤務していたトシコ・サトウがテロリストに母親を人質に取られ、ソニックモジュラーの設計図を盗んで製作する。UNITの到着によりトシコはテロリスト諸共逮捕されるが、彼女の高い能力に目をつけたジャックがトーチウッド3にスカウトする[61]。

2004年
- クライヴがワシントンの公文書館からケネディ暗殺に関する書類を入手する[54]。
- オーウェン・ハーパーの婚約者が地球外生命体に寄生され、婚約者とそれに対処した医療チームが全滅する。オーウェンはジャックに誘われトーチウッド3に加入する[61]。

2005年
- 3月にローズがオウトンに襲われていたところ、9代目ドクターに救出される。ネスティーン意識体がダイオキシンや煤煙を求めて地球に到来し、プラスチックを操作して侵略行動に出ていることが判明する[49][54]。

2006年
- 3月にスリジーンファミリーが核戦争を誘導し、地球を融解させ金属資源にしてビジネス展開を図る。この事件に巻き込まれた下院議員ハリエット・ジョーンズが初めてドクターに出会う[49][41]。また、この事件を生き延びたマーガレット・スリジーンは9月にカーディフの市長に就任し、グィネスが1869年に開いた時空間の裂け目の上に原子力発電所を建設、地球を破壊するエネルギーで逃亡を図る[49][97]。
- 緊急プログラム1を発動した9代目ドクターにより、ローズがロンドンへ送り返される[98]。ミッキーとジャッキーの力を借りてドクターの時代へ戻った後、10代目ドクターを連れて帰還する。ドクターの再生エネルギーを嗅ぎつけたパイロットフィッシュがローズたちを襲撃するほか、シコラックスが地球に来訪して人類の三分の一をブラッドコントールで人質にし、地球の支配権の譲渡を要求する。ここまでの間にハリエット・ジョーンズはイギリスの首相の地位に就く[99]。
- 就職活動中のドナ・ノーブルが面接会場に行くため車を運転し、信号を左折する[100]。

2007年

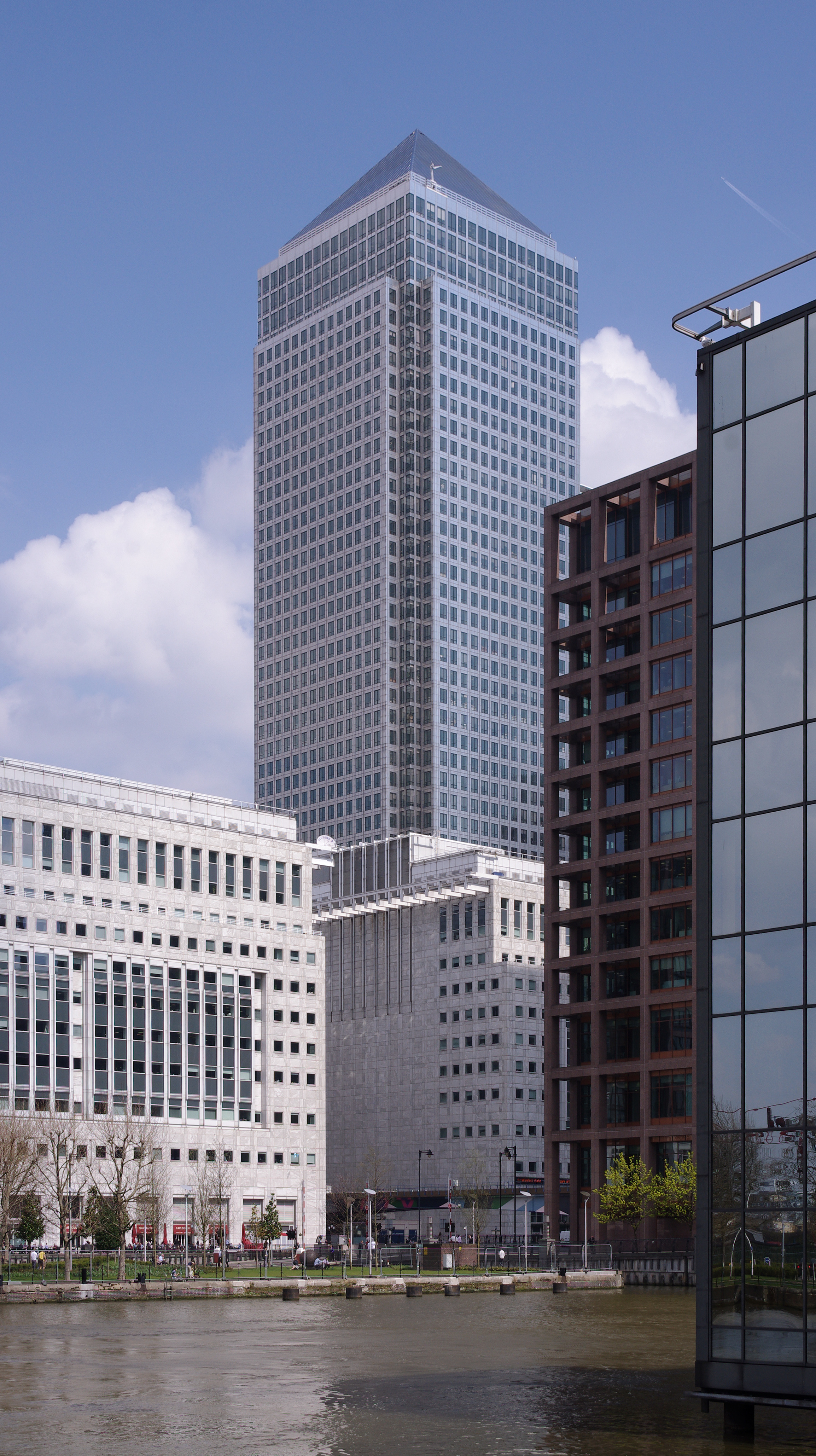
トーチウッド1の本拠地とされるワン・カナダ・スクウェア

- クリリテーンがクリリテーンオイルを使って生徒の知能を高め、スケイサス・パラダイムの解放を企む。10代目ドクターはこの事件でかつて共に旅をしていたサラジェーンおよびK9と再会を果たす[101]。
- スイコロリンがドクター研究会リンダに目をつけ、ドクターに関して調査させつつメンバーを吸収してゆく。同時にハロルド・サクソンが既に暗躍を開始していることが示唆されている[102]。
- 世界中で起こるゴースト騒動から、ドクターがトーチウッドの存在に気付く[103]。トーチウッド1を訪れた際、ボイドシップから出現したダーレクとパラレルワールドから侵入したサイバーマンの間で全面戦争が勃発、トーチウッドを巻き込んでカナリー・ワーフが戦場と化す[104]。一連のカナリー・ワーフの戦いでトーチウッド1は壊滅し、マーサ・ジョーンズの従姉が死亡[105]。生き残った職員の1人であるイアント・ジョーンズは半分サイバーマン化した恋人のリサを連れ出し、ジャックのいるトーチウッド3に加入する[106]。
- ドナとドクターがターディスで遭遇。再びパイロットフィッシュの襲撃を受けながら女王ラクノスの存在が発覚し、地球深部でラクノスの幼体が生まれ、地上ではイギリス陸軍とラクノスの宇宙船の戦闘が開始される[4]。

2008年
- 宇宙警察ジュドゥーンが病院を月へ転送し、プラズマヴォーレを捜索する。この事件でマーサと10代目ドクターが遭遇する[105]。
- ラザラス教授が若返りの装置を開発し若返るが、DNAに異変が生じ怪物へ変貌する[107]。
- 嘆きの天使により10代目ドクターとマーサが1969年に飛ばされ、彼から遠回しにメッセージを受け取ったサリー・スパロウがドクター救出のために行動する[67]。
- カーディフの裂け目を介して様々な異常現象が発生し、新たにグウェン・クーパーを加えたジャック率いるトーチウッド3のメンバーが対処する。アバドンやビリスの事件に幕が下りた後、10代目ドクターが裂け目を利用してターディスの燃料補給をしていると、ターディスのエンジンを聞きつけたジャックがドクターと合流する[50]。ハロルド・サクソンの正体がマスターであると発覚し、ジャックとマーサとドクターの3人で陰謀を阻止しようとするが、内閣は毒ガス散布により全滅し、トーチウッドメンバーはヒマラヤ山脈に送られ、全人類がマスターとトクラフェインの支配下に置かれることとなる[108]。
- マックス・カプリコーンが会社の名誉失墜のため宇宙船タイタニック号を地球に墜落させる。10代目ドクターがアストリッドやアロンゾと出会う[109]。
- 宇宙警察アトラクシが地球ごとプリズナーゼロを焼却しようとする。成人したアメリアすなわちエイミー・ポンドとローリー・ウィリアムズと共に、11代目ドクターがプリズナーゼロの逮捕に協力し、さらに地球を焼き払おうとしたアトラクシに警告を発する[95]。

2009年
- アディポーズ社がダイエット剤を売り捌き、アディポーズの幼体を大量に生み出す。10代目ドクターがドナと再会する[110]。
- ソンターランが自動車アトモスの排気ガスで地球を覆い尽くし、地球をソンターランの母胎に変えようとする。マーサとドナが出会う[111][112]。
- 地球やクロムなど27個の惑星がダーレク艦隊により移動させられ、地球が艦隊から総攻撃を受ける。ジャックやローズをはじめドクターのコンパニオンが集結し、ダーレク族の創造主ダヴロスとの戦いに臨む[113][114]。
- 10代目ドクターやクリスティーナの乗るバスがワームホールを通って砂漠の惑星サン・ヘリオスに入り込む。バスは脱出を果たすが、砂漠化の元凶となった宇宙生物が地球に侵入し、UNITが応戦する[115]。
- 1965年にイギリスを訪れた456が再び地球に来訪し、ロンドンに降り立つ。地球人の子どもの10%を要求する456に対しイギリス政府が地球を代表して交渉を始める中、内務省のジョン・フロビシャーはジャックを含め456との過去の取引を知る者の抹殺を始める[116]。
- 闇の儀式から6代目マスターが復活し、頭の中で鳴り響くドラムの音の正体を探るべく全人類をマスター化する。ドラムの音はラシロン率いるタイムロードの最高評議会によるものであることが判明し、タイムロックを破ってガリフレイが地球に出現し、タイムロードが復活する[117]。

2010年
- 11代目ドクターがゴッホをオルセイ美術館に案内し、自らの絵画が絶賛されている様子を見た彼に希望を与える[57]。
- ターディスから事故で放り出された11代目ドクターが下宿。下宿先の2階でエイリアンが人体実験を行っていることが判明し、クレイグとともに解決に乗り出す[118]。
- 月までのターディスの試運転を終えたドクターがエイミーと旅に出るが、翌日にはローリーとエイミーの結婚式が控えていた[95]。エイミーが出発したその晩、西暦102年からターディスで移動してしまったリヴァー・ソングがエイミーの家へ到着し、ローマ兵とパンドリカの真相を悟る。すぐにターディスでその場を離れようとするが、ターディスが爆発し宇宙が消滅する[18]。

2011年
- ヴァンスタテンがロシアのクレーターのバクテリアを利用し風邪の特効薬を開発。研究はラボ内に留めて公表しなかった[84]。
- ジャック以外の全人類が突如不死身になり、人口増加やそれに起因する食糧危機など様々な社会問題が発生する。逆に不死性を失ったジャックは、「奇跡の日」と呼ばれる全人類不死化の解決のためグウェン・クーパーと共にCIAと協力する[119]。
- ロンドンの住民達が異空間へ転送され、木製の人形に襲われる事件が発生する。この原因は人間の家庭で育てられているテンザ族の子どもだと判明する[120]。
- 地下に埋没していたサイバーマンの宇宙船が送電線により電力供給を受けて復旧を開始。ロンドン地下から地上への侵攻作戦を開始する[121]。
- シレンシオ湖で宇宙飛行士が11代目ドクターを殺害する。このときに歴史改変が起こり、時空間が崩壊して代替宇宙が出現する[122]。

2012年
- ヴァンスタテンの博物館でダーレクが復活、200人が抹殺される[84]。この事件でヴァンスタテンの部下アダムがターディスに乗り込むが、彼はサテライト5で仕入れた未来の情報をこの時代にリークしかける[123]。

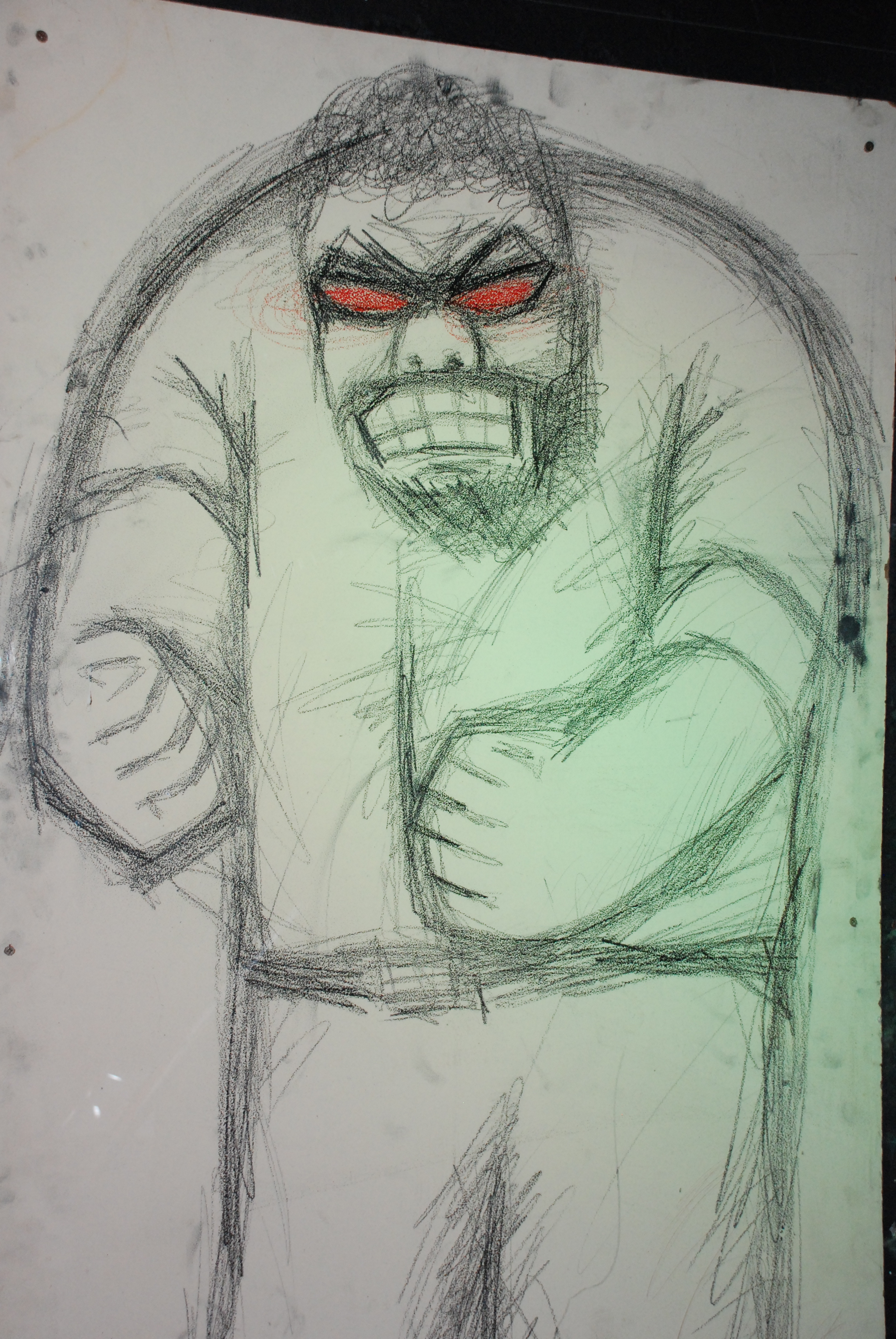
アイソラスに憑依されたクロエ・ウェッバーの絵

- 群れからはぐれたアイソラスが自らの仮想空間に人間を次々に引きずり込み、ロンドンで行方不明事件を起こす。ロンドンオリンピックで10代目ドクターが聖火最終ランナーとなる[124]。
- ローリーが嘆きの天使に襲われて1938年へ飛ばされる。11代目ドクターとエイミーもターディスで1938年へ向かうが弾かれる[14]。

2013年
- エイミー宅に11代目ドクターが顔を見せ、ローリーも交えた3人で再会を喜び合う[74]。
- グレート・インテリジェンスがインターネットに介入し、世界中でインターネットを使用した人間の魂をクラウドにアップロードする[24]。
- ヴァストラからの手紙を受け取り、クララがドリーム会議へ参加する。脱出後、リヴァーに憑依された状態で、ヴァストラ達の救出のためトレンザロアへ向かう[59]。
- ザイゴンがロンドン塔を制圧。UNITの責任者であるケイト・スチュアートがロンドン地下の核兵器を起動しようとするが、3人のドクターによりザイゴンと人類の平和会議が開かれる。この頃までにクララがコールヒル高校の教員に就職する[28]。
- エイミーとローリーが2年ぶりにドクターと再会し共にクリスマスを過ごす[74]。

2014年
- リヴァーの受胎後にエイミーが子どもを産めない体になっていたため、ローリーとエイミーの関係が悪化し、破局する[125]。ダーレクが精神疾患を抱える仲間の隔離惑星を処理するため、破局中のエイミーとローリーを拉致する[126]。
- スコヴォックス・ブリッツァーが地球破壊を計画。クララの恋人であるダニー・ピンク12代目ドクターと協力し解決を目指す[127]。
- ターディスが二次元空間の世界の住人にエネルギーを奪われミニチュア化し、12代目ドクターが内部に閉じ込められる。二次元人は三次元空間の人間を平面に引きずり込んで解剖などの手段で調べ上げ、三次元世界への侵攻を開始する[128]。
- 太陽フレアの地球直撃を森林が予見し、それに備えて一夜にして世界中を覆い尽くす。焼却不可能な森林の拡大と大規模な太陽フレアを前にして世界中がパニックに陥る[129]。
- 埋葬施設3Wにて、埋葬された遺体がサイバーマン化していると発覚。さらにこの施設の所長はミッシーであり、死者を蘇生して構築したサイバーマンの軍団を以てUNITを陥落させる。なおこの時までに、有事の際にはドクターを地球大統領に任命するという制度が整えられる[130][131]。

2015年
- 11代目ドクターが未来の宇宙船に乗り込むためにローリーとエイミーをターディスに乗せるが、ローリーの父ブライアンも同行する[8]。
- 2014年に死亡したと思われていたミッシーが世界中の航空機を停止させる。UNITと通信してクララを呼び出し、ドクターの捜索を持ちかける[132]。
- ザイゴンの過激派が反乱を起こし、2013年に調停されたザイゴンと人類の平和条約を破って人間への攻撃およびザイゴン族の露見を開始する[133]。
- 二次元人の侵攻の際にクララに味方したリグシーの首筋に変動する数字が出現し、これがアシルダの統治するエイリアン街に関連すると判明する。この数字はクォンタム・シェードと呼ばれる影の存在に殺されるカウントダウンであり、数字を引き受けたクララが死亡することになる[134]。

2016年
- 世界中に突如黒いキューブが出現する。11代目ドクターやUNITが調査するが特に奇妙な点は見られない[32]。

2017年
- キューブが突然異常性を帯び、人体から電気エネルギーを奪って殺戮を開始する[32]。
- ビル・ポッツが12代目ドクターの講義を聴講して彼と出会う。また、知り合った少女ヘザーが水たまりに飲まれて怪物化し、彼女から執拗な追跡を受ける[135]。
- ビルが友人とシェアハウスのための物件を探していたところ、老人の大家に声を掛けられ、大きな屋敷に入居する。入居した友人が次々に壁に取り込まれてゆく[79]。
- 突如出現したピラミッドからモンクが姿を現し、圧倒的な力を以て地球人に服従と支配権の譲渡を迫る。視力を失った12代目ドクターの保護をビルが求めたため地球の支配権はモンクの手に渡り[136]、彼らは古来より人類を導いてきたという嘘を流布して地球を征服する[137]。

2018年
- 再生直後の13代目ドクターがシェフィールドに落下し、グレアム・オブライエン、グレース・オブライエン、ライアン・シンクレア、ヤズミン・カーンと出会う。同時にツイム・シャがシェフィールドでステンザ族のリーダーとなるために人間を次々に殺戮しており、13代目ドクターがこれを阻む[138]。
- ロバートソン・ラクシャリー・ホテルの地下に位置する廃棄物の不法投棄場でクモが巨大化し、近隣住民を殺害し始める[139]。
- ノルウェーで13代目ドクターがソリトラクトと対面する[3]。
- イギリスのEU離脱に関連する貿易摩擦の影響でUNITの活動が停止される[21]。

2019年
- 1月1日にシェフィールドでダーレクが発掘され、紫外線を照射されたことで仮死状態から復活する。発掘を担当した女性リンの肉体を乗っ取って甲殻を作り上げ、武装したダーレクとなって艦隊を地球に呼び寄せる[21]。
- この時代までにはマイクロプロセッサが時代遅れとなり、SMTという新システムに取って代わられる[123]。

2020年
- IT企業VORの経営者ダニエル・バートンを調査していた秘密情報部（MI6）の諜報員が次々にカサーヴィンに殺害され、MI6長官のCがドクターを呼び応援を要請する。直後にCは射殺され、ドクターは友人であるMI6の職員Oを頼る[47]。
- グロスターにジュドゥーンが執行フィールドを展開し、ルースと13代目ドクターがジュドゥーンによる都市の破壊に立ち向かう。一方でヤズとグレアムとライアンと出会ったジャック・ハークネスは孤高のサイバーマンについての警告をドクターに伝えるよう告げる[140]。
- サイルリアンと人類の平和会議が開かれる。同時に、過激派のレスタックにより両種族間の戦争の危機に陥る[7]。

2049年
- 月で異変が起こり、地球からの派遣団が核兵器を用いた月の破壊を計画する。月が実際には巨大な地球外生物の卵であることが判明する[141]。

2059年
- 火星の氷河に潜んでいた知性を持つウイルスが飲料水に混入し、火星のコロニーで水ゾンビが蔓延する。地球へウイルスが到来しないよう、調査隊のアレデイド・ブルックが火星基地を核兵器で爆破する[142]。

2070年
- 地球の天候を操作する装置グラヴィトロンが故障、サイバーマンの陰謀であると判明[42]。

2084年
- サイルリアンとシーデビルが同盟を組む。重要人物を海底基地にて暗殺して冷戦を操作、人類撲滅を計画する[93]。

### 年代不明
- サイバーマンが宇宙船乗組員をマインドコントロールで操っていると発覚。地球への侵攻作戦を開始[35]。
- 氷の戦士が月のTマット管理基地を制圧。地球全域に特殊種子をテレポートさせ、地球の氷河時代突入を狙う[44]。

## 22世紀以降
2172年
- 第三次世界大戦勃発を防ぐためにエージェントが過去へ飛ぶ[89]。

22世紀
- ダーレクが地球を征服。一部の人間はマインドコントロールされロボメン化し、その他は奴隷となる[17]。
- 人間が作業できない危険な環境で仕事をするために開発された、フレッシュという液体から形成されるゲンガーが突如意志を獲得し、ゲンガーと人間の対立が起こる[143]。

2367年

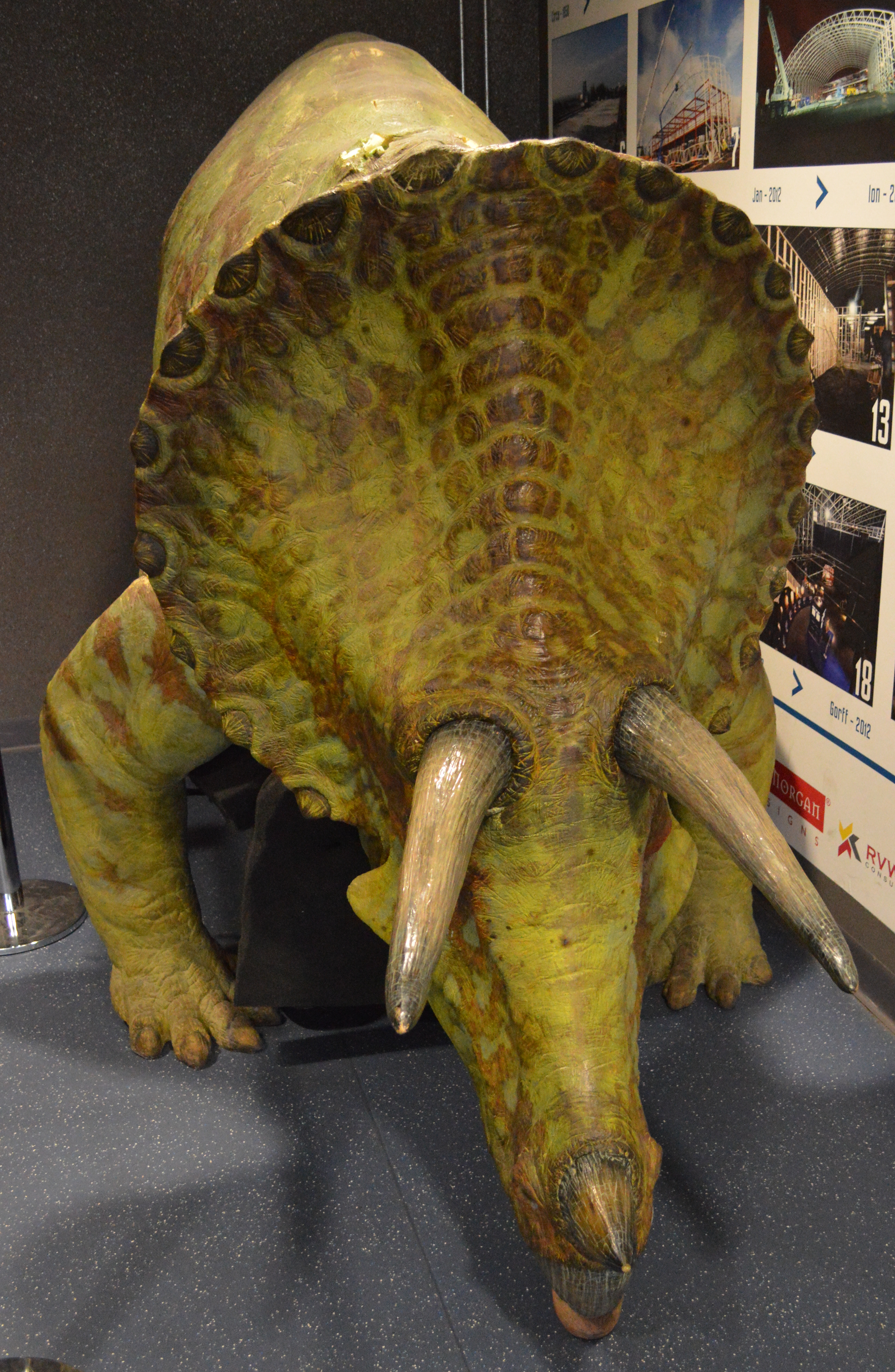
ドクターが出会ったトリケラトプス

- カナダほどの規模の宇宙船が地球に接近し、ISAが11代目ドクターに調査を依頼する一方、危険な距離まで迫った場合はミサイルで迎撃することを決定する。宇宙船には中生代に絶滅した恐竜が生息しており、かつて地球を脱出したサイルリアンの船であることが判明する[8]。

2471年
- 初代マスターが惑星ユクサリウスの終末兵器を狙う。3代目ドクターが防衛する[88]。

25世紀
- 原住民コキロンが不時着したヴィッキーらを襲撃しており、初代ドクターらが救出に動く[17]。

26世紀
- ダーレクとマスターが手を組み、地球とドラコニアを戦争に陥れようとする[68]。
- サイバーマン、アンドロイドを操り洞窟で地質学者を殺害。同時に宇宙の貨物船に乗り込み、地球へ接近する[1]。

28世紀
- センソライツがテレパシーで宇宙飛行士を操る。初代ドクターが彼らとの話し合いに応じる[11]。

29世紀
- サイバーマンが金の豊富なヴォーガを破壊すべく宇宙ステーションナーヴァに疫病を放つ[90]。

3000年
- 新氷河時代が到来し科学者達が氷を融かす作業をしている中、氷塊中の宇宙船から氷の戦士が復活[35]。

3020年
- サイルリアンが再び冬眠から目覚める。この時までに人類は彼らの伝説を残し、彼らとの共存の準備をする[7]。

3295年
- 11代目ドクターとエイミーがスターシップUKに降り立ち、エリザベス10世と出会う。スターホエールと呼ばれる宇宙生物を拷問して強制的に船を動かしていることが判明し、スターホエールと船のどちらを救うかの選択に迫られる[144]。

38世紀
- モルフェウスと呼ばれる睡眠カプセルの副作用で、人間が目やにの怪物へ変貌する事件が起こる[145]。

4037年
- ザルストラの戦いの中、ストラックスがデーモンズ・ランへ参戦するよう11代目ドクターに頼まれる[46]。

4126年
- ウードの惑星で反乱が勃発し、人類による奴隷としての扱いが終わりを迎える[146]。

5000年
- タイタンへ向かう途中、知性を持つウイルスが4代目ドクターの体内に侵入する[10]。

51世紀
- ヴィレンガードの兵器工場が原子炉の爆発で蒸発し、のちにバナナ園となる[77]。
- マダム・ドゥ・ポンパドゥール号がイオンの嵐で損壊したため、修理ドロイドが乗組員の肉体を修理に使う。それでもコンピュータの部品が不足していたため、37歳になったポンパドゥール夫人の脳を使用すべく、動力をフル稼働して時空間に穴を開け、時間の窓を通じてポンパドゥール夫人の監視を行う[40]。
- キャプテン・ジャック・ハークネスの故郷がエイリアンによる襲撃を受ける。このとき弟グレイとはぐれる[15]。

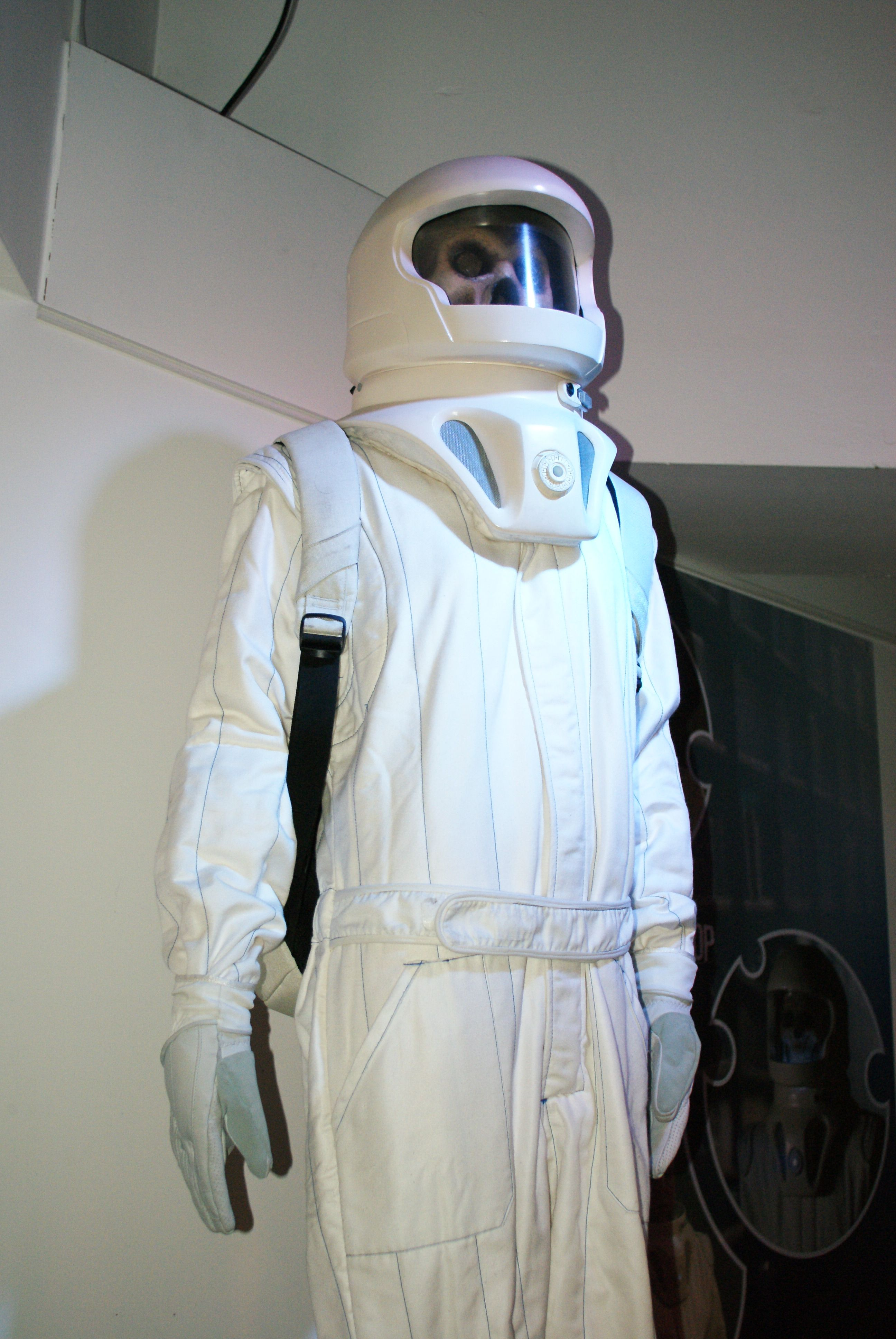
ヴァシュタ・ナラーダに襲われた人間

- 10代目ドクターが図書館の惑星で初めてリヴァーと出会う。ヴァシュタ・ナラーダに襲われ、電脳世界の人々を救出する過程でリヴァーは命を落とし、ドクターは未来の自分が託したソニック・ドライバーを使って彼女を電脳世界へ保存する[147][148]

5123年
- リヴァーがドクターと会うためにルナ大学で考古学の研究を始める[73]。

5145年
- チャーチルから連絡を受けたリヴァーがストームケージ刑務所を脱獄し、エリザベス10世からゴッホの絵を盗み、ドリウムを脅して時間移動装置を手に入れる[18]。

52世紀
- デーモンズ・ランの戦い。11代目ドクターがエイミーとメロディーの奪還を目的に仲間を集め、マダム・コヴァリアンの基地デーモンズ・ランに乗り込む。結果基地は無血開城となったが、直後に首なし修道士による襲撃を受けてドクター陣営が被害を受け、さらにメロディーはコヴァリアンの手で地球へ飛ばされる[46]。

5343年
- 惑星メンドラクス・デルモラにて、リヴァーが初めて12代目ドクターと対面する。作戦の下で結婚したハイドロフラックス王の頭に埋め込まれたハラシ・アンドロヴァールというダイヤモンドを盗むため、彼とは知らずドクターと行動を共にし、やがて彼の正体が自分の知るドクターの未来の姿であると知る[149]。

5345年
- シリルがクリスマスプレゼントを開けて森の惑星にワープする。11代目ドクターらも追いかけ、さらにその後をマッジが追跡し、酸性雨の脅威に晒される[74]。

5367年
- ドクターがリヴァーと共に過ごす最後の24年間の夜の終わり。この後にリヴァーは図書館へ向かい、ドクターは彼女の仲間ナードルとの旅を始める[149]。

67世紀
- 13代目ドクター一行がソニック地雷の爆発に遭い医療船に救助されるが、その医療船に核融合炉を食糧として狙うプティンが侵入し、船が崩壊の危機を迎える[150]。

131世紀
- 宇宙ステーションナーヴァでワーンの女王が産卵し、ステーションの人間を幼虫の餌にする[90]。
- ソンターランが別の種族との戦争中に、陣地確保のため地球を制圧する。地球人を利用して人体実験を行う[90]。

199909年
- サテライト5が稼働を開始し、銀河系全域に大規模なニュースの報道を開始する。これをもってジャグラフェスが人類奴隷化を開始する[123]。

200000年
- 第四人類帝国が最盛期を迎える。ジャグラフェスが情報衛星サテライト5を根城として情報操作で人類を奴隷化していることが発覚。9代目ドクターがサテライト5の情報網を破壊してジャグラフェスを倒したが[49][123]、突如通信が途絶えた地球は混乱に陥ることとなる[98]。

200080年
- サテライト5崩壊による混乱で環境破壊が止まらず、大西洋スモッグ嵐が発生する[25]。

200100年

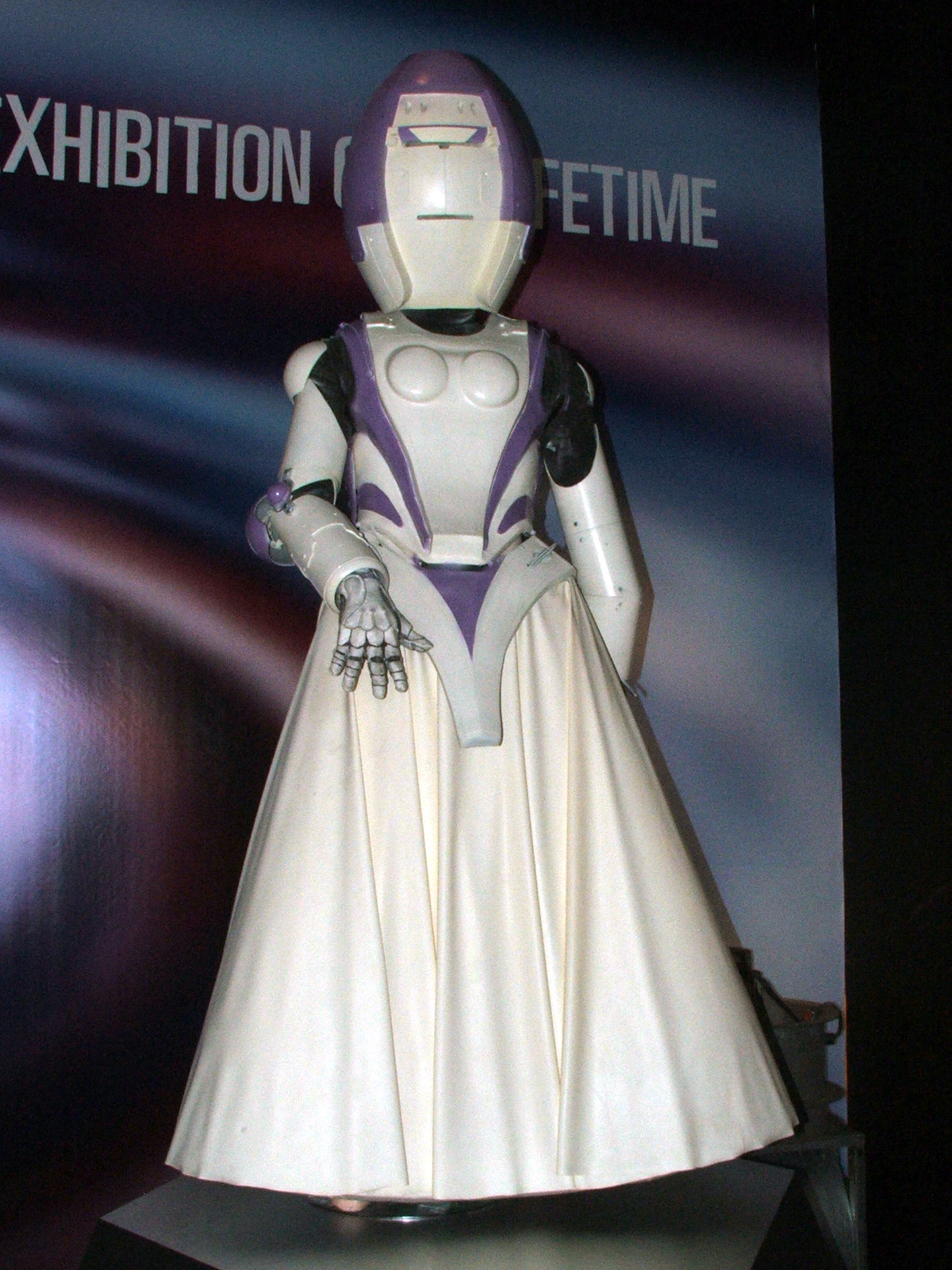
殺人番組のアンドロイド

- 9代目ドクターとジャック、ローズの3人が殺人ゲームに巻き込まれる。ジャックとドクターはそれぞれ脱出を果たすが、ローズはトランスマットビームを受けてダーレク艦隊へ転送される[25]。ドクターに存在を察知された皇帝率いるダーレク艦隊は地球侵攻作戦を前倒しし、地球とドクター陣営に壊滅的な打撃を与える[98]。

1000万年後
- ドードーが風邪のウイルスを宇宙船に持ち込む。未来ではウイルスが完全に撲滅されていたため、人類が滅亡する危機に陥る。ウイルス騒動収束直後、人類に仕える奴隷エイリアンが突如反旗を翻す[29]。

2700万年後
- 地球外起源の液体と融合したヘザーに追われるビルと12代目ドクターが宇宙のどこかの惑星へタイムトラベルする[135]。

50億年
- 太陽の膨張により地球が崩壊する。カサンドラが保険金を手に入れるため、プラットフォーム1に破壊工作を仕掛ける[49][151]。

50億23年
- カサンドラが新地球の大病院にて全ての疫病に感染しているクローン人間たちを解放し、パンデミックの危機に陥る[152]。

50億29年
- 新地球で至福になる薬を摂取した人間が殺人ウイルスへと変貌する。パンデミックを起こし、地上は壊滅する[153]。

50億43年
- 前述のパンデミックにより人類は地下空間でのみ生活を送っていた。新地球の地下高速道路に大量のマクラが生息していると判明する[153]。

100兆年
- 宇宙が終焉を迎えつつある時代。未来種から逃れるために生き残りの人類が惑星マルカサイロからユートピアへと旅立つが、このときロケットの開発に5代目マスターが関与していた。マスターはドクターのターディスを盗んで再生し、21世紀へ飛ぶ[50]。

宇宙の終わり
- 12代目ドクターとクララが宇宙の終わりで立ち往生しているオーソン・ピンクと出会う。宇宙船の外部に未知の生命体の存在を感じ取る[154]。
- クララの死の一瞬、惑星ガリフレイの力によって時間の停止した状態で生きる彼女を、ドクターが宇宙の終わりまで連れ出す。しかし死にゆく宇宙ですら彼女の生存を認めず、彼女の鼓動は戻らないままであった。この時代でも最後の生き残りとして生きていたアシルダは、ドクターとクララが二人で一人のハイブリッドなのではないかと告げる[155]。